# 第35步兵師 (德國國防軍)
第35步兵師（德語：35. Infanterie-Division）是納粹德國國防軍陸軍的一個步兵師。該師於1936年10月組建。
該師於1939年動員，但只在德國西部防守待命，沒有參與入侵波蘭行動。1940年，該師參與入侵法國行動。1941年6月，該師並參與巴巴羅薩行動。此後該師一直在東線作戰。
該師最後於1945年4月在海爾半島被殲。

## 註腳
1. ↑  Mitcham（2007年）